# 골라세카
골라세카(이탈리아어: Golasecca)는 이탈리아 북부 롬바르디아주 바레세도에 있는 마을이자, 코무네이다.
청동기 시대부터 기원전 1세기까지 티치노강 유역에 살았던 선사시대 문명인 골라세카 문화에 이름을 붙였다.

## 역사
이곳은 철기시대 골라세카 문화의 시조가 되었다. 청동기 시대와 기원전 5세기까지 코무네의 영토와 그 주변은 고도로 발달된 문명, 이른바 골라세카 문화의 본거지였으며, 카스텔레토 소프라 티치노, 그리고 코모의 원시 도시 중심지에서도 중요한 분파가 있었다. 무엇보다도 정교한 장례 예술로 현대인에게 알려진 이 문명의 증거는 티치노 계곡과 이 지역의 박물관에서 찾아볼 수 있다. 로마 시대에는 로마 영사관 도로인 비아 세베리아나 아우구스타가 메디올라눔(오늘날의 밀라노)은 베르바누스 라쿠스(베르바노 호수, 즉 마조레호)와 연결되고 거기에서 골라세카를 통해 심플론 고개까지 연결된다.
밀라노 백국령의 도로와 수역 법령에 언급된 골라세카의 지역인 피에베 디 솜마는 로(Rho) 도로(1346)의 유지관리에 기여한 지자체 중 하나였다. 1558년부터 밀라노 공국의 에스티모 등록부(토지 등록부)와 17세기와 18세기의 후속 업데이트에서 골라세카는 같은 구역에 기록된 지자체 중 하나였다. 1751년 제2차 인구 조사 위원회의 45개 질문에 대한 답변에 따르면, 약 1200명에 달하는 골라세카 시에서는 체사레 에르콜레 디 카스텔바르코 비스콘티 백작령을 절반으로 두었다. 네 번째 부분은 봉건 영주, 에르메스 후작과 비스콘티 형제, 나머지 네 번째 부분은 조반니 바티스타 비스콘티 후작 델라 모타 백작이며, 매년 카스텔바르코 비스콘티 백작 157리라와 10 군인과 후작에게 봉건 인정을 받았다. 에르메스와 비스콘티 형제는 52리라와 10솔디를 지불했다.
봉건 재판관은 밀라노에 거주할 의무가 없는 인과 관계 공증인 카를로 마키오였다. 그는 2년마다 7리라를 명예로 받았고, 솜마에 살았던 그의 재정 관리인 피에트로 안토니오 란돈에게 3리라와 10달러를 받았다. 보험계리사 카를로 트롬비노는 보고서를 전달하는 대가로 연간 4리라와 10솔디를 받았고, 영사는 갈라라테에 있는 세프리오의 대리 사무실에서 선서를 했다. 그리고 1년에 1리라, 2솔디, 6데나리온을 받았다. 골라세카 코무네는 한때 폰타네 코무네와 연결되어 있었고, 첫 번째 코무네보다 훨씬 컸다. 그러나 분쟁으로 인해 폰타네는 왕실 부담에 대한 접선을 가정하지 않고 헤어졌다. 나중에 골라세카 지자체가 전체 부담을 계속 부담했기 때문에 폰타네 지자체로 인한 부담을 덜어달라고 요청했다.
회의는 종이 울린 후 광장에서 영사 2명, 시장 4명, 원장 전원이 참석한 가운데 열렸다. 새해 첫날 두 영사가 바뀌었다. 즉, 등록관은 4장의 카드를 준비했다. 2장은 표시된 카드와 2장은 공백으로, 은퇴한 영사는 뽑을 카드에 2명을 지명했다. 표시된 카드를 받은 사람들은 새로운 영사가 되었고 각각 시장을 선출했다. 다른 하나는 카스텔바르코 비스콘티 가문의 대표를 선출했고, 다른 하나는 에르메스 백작과 비스콘티 형제를 선출했다. 수상은 같은 곳에 살면서 120리라의 급여를 받았다. 본당에는 기록 보관소나 방이 없었지만, 기록은 총장에게 남아 있었다.
롬바르디아주가 사르데냐 왕국에 일시적으로 병합된 후 1,655명의 주민이 있는 골라세카 시가 15인의 시의회와 2인의 시의회가 관리하는 법률에 의해 설정된 영토 분할에 따라 분할되었다. 1859년 10월 23일 밀라노 지방의 갈라라테 제4지역에 할당된 솜마의 제5지역이었다. 1861년 이탈리아 왕국 건국 당시 코무네의 인구는 1,791명이었다. 1865년 시 조직법에 따라 코무네는 시장, 의회와 위원회에 의해 관리되었다. 1867년에 코무네는 솜마 롬바르도(Somma Lombardo) 지역, 갈라라테(Gallarate) 지역, 밀라노(Milan) 지역으로 통합되었다.
1924년에 골리세카는 밀라노 지방의 갈라라테 지역으로 통합되었다. 1926년의 시 개혁 이후, 코무네는 포데스타에 의해 관리되었다. 1927년에 코무네이 바레세 지방에 추가되었다. 1946년의 시 개혁 이후, 골라세카 코무네는 시장, 군부 및 평의회에 의해 관리되었다. 1971년에 골라세카 코무네의 면적은 743헥타르였다.

## 지리
코무네는 티치노강 유역에 있으며, 7.44km²의 면적을 차지한다. 이웃한 지자체로는 카스텔레토 소프라 티치노, 세스토 칼렌데, 솜마 롬바르도 및 베르지아테가 있다.